# Konkurrencespisning
Konkurrencespisning er et fænomen, der går ud på, at deltagerne i en konkurrence skal spise så meget som muligt af en bestemt fødevare inden for en fastsat tid. Blandt de mest udbredte fødevarer, der indgår i konkurrencer, er pølser/hotdogs, kager og burgere. 
| Mad og drikke | Spire Denne artikel om mad og drikke er en spire som bør udbygges. Du er velkommen til at hjælpe Wikipedia ved at udvide den. |